# Jordi Basté i Duran
Jordi Basté i Duran (Barcelona, 25 de març de 1965) és un presentador català de ràdio i televisió. Des de 2007 és el director i presentador del programa matinal El món a RAC 1 de l'emissora RAC 1.

## Biografia

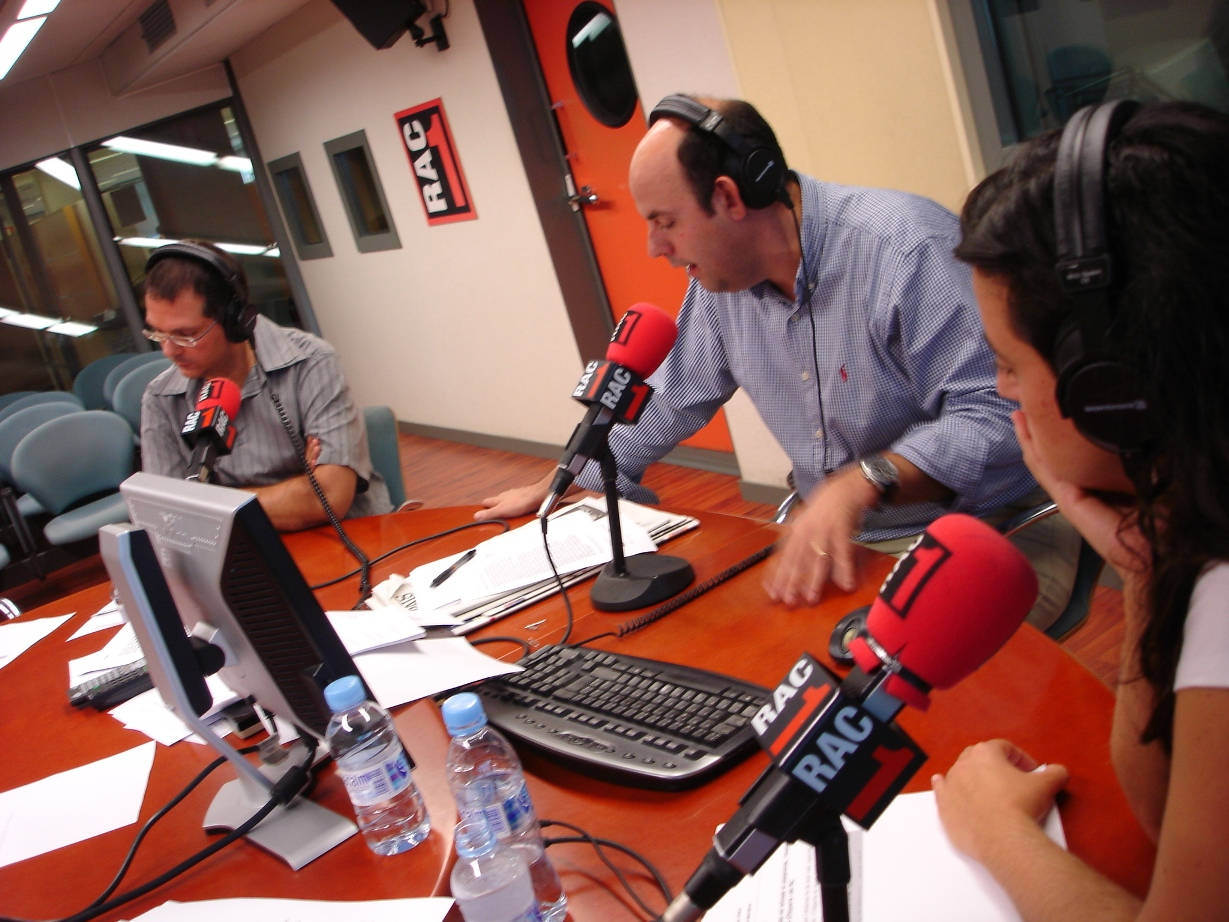
Basté conduint El Món a RAC1, el 2008

El seu avi patern i el seu pare treballaven en una empresa de manufactures metàl·liques. Jordi Basté es va aficionar de petit a anar al cinema Unió de la plaça Eivissa, on el seu avi feia de projectista. Va estudiar als salesians, on va participar en l'equip de Bàsquet Bosco Horta. Als 10 anys va començar a treballar en un programa infantil de Ràdio Horta llegint contes de Disney. Posteriorment va començar a treballar a Ràdio Joventut.
Als 17 anys va fer les oposicions per entrar a Catalunya Ràdio, just en el moment de la seva creació. Va treballar durant 22 anys a Catalunya Ràdio on va col·laborar en les retransmissions de futbol de Joaquim Maria Puyal i s'encarregava de les retransmissions de partits de bàsquet. També hi va presentar el programa La jornada a les tardes dels diumenges i el 1996 va estrenar el programa esportiu nocturn No ho diguis a ningú.
L'any 2004 deixà Catalunya Ràdio per desacords amb la nova directora Montserrat Minobis i fitxà per RAC 1, on a més a més de ser cap d'esports ha presentat el programa esportiu nocturn Tu diràs. on es va situar ja en el primer EGM com el programa d'esports més escoltat.
Al principi de la temporada 2007-08 substituí Xavier Bosch al capdavant del magazín matinal El món a RAC 1, deixant el càrrec de cap d'esports. Amb aquest canvi, Jordi Basté va fer un gir a la seva carrera, fins llavors estretament lligada al seguiment de l'actualitat esportiva. Amb El Món a RAC1 s'ha situat com el programa de ràdio més escoltat de Catalunya ininterrompudament desde l'any 2011, amb més de 700.000 oients diaris i amb l'hora de 8h a 9h (340 mil oients) com la més escoltada de la història de la ràdio al país.
A televisió, Jordi Basté va treballar com a redactor del programa de TV3 Basquetmania i com a codirector i presentador de Gol a gol al Canal 33 des del 2001 al 2003. Ha presentat el programa sobre teconologia No pot ser! a TV3 els anys 2018 i 2020. L'any 2020 va presentar La Marató de TV3 sobre el coronavirus al costat de Mònica Terribas, Raquel Sans i Laura Rosel.
A nivell escrit, ha publicat articles a El 9, l'Avui, al Mundo Deportivo, L'Esportiu i actualment a La Vanguardia.

## Llibres publicats

### No ficció
- L'esport als Matins de Catalunya Ràdio. (La Magrana, 1997)
- El Barça del canvi. Una cronologia personal. (L'esfera dels llibres, 2007)
- Crisi, mentides i grans oportunitats. (Columna, 2009)
- En efectiu o amb targeta. (Columna, 2010)
- Sapigueu que... (Columna, 2011)
- Sol com un mussol (Ara Llibres, 2020)[4]

### Narrativa
- Un home cau (coescrit amb Marc Artigau) (Rosa dels Vents, 2017)[5]
- Els coloms de la Boqueria (coescrit amb Marc Artigau) (Rosa dels Vents, 2018)[6]

## Premis i reconeixements
- 2005 - Premi Ràdio Associació a la innovació per la transmissió en directe des de Fresno, als Estats Units, del Congrés de la Federació Internacional de Patinatge (FIRS).[cal citació]
- 2006 - Premi Ràdio Associació al millor professional.[7]
- 2010 - Premi Nacional de Ràdio atorgat per la Generalitat de Catalunya.[cal citació]
- 2010 - Premio Nacional del Radio "Premi Salvador Escamilla" al millor programa de ràdio a Catalunya per El món a RAC 1.[cal citació]
- 2010 - Premi Protagonistas de comunicació atorgat per Punto Radio i Luis del Olmo.[8]
- 2011 - Premi Ondas de ràdio per la seva trajectòria professional.[9]
- 2012 - Premi Males Pràctiques de Comunicació no Sexista de l'Associació de Dones Periodistes de Catalunya, per la manca de paritat a les tertúlies de ràdio.[10]
- 2016 - Premi Rei d'Espanya de Periodisme per l'especial "Atemptats de París".[11]
- 2018 - Premi Ondas al millor presentador radiofònic.[12]
- 2019 - Premi Ràdio Associació a l'excel·lència pel lideratge continuat al capdavant d'El món a RAC1 i per haver centrat l'atenció informativa amb entrevistes com la que va fer, en àudio, a Oriol Junqueras o, per escrit, a Sandro Rosell, des de la presó.[cal citació]
- 2022 - El seu programa El món a RAC1 guanyà un Premi Ondas[13]